# Salhöhe
Die Salhöhe (auch Saalhöhe) ist ein Pass im Schweizer Jura auf einer Höhe von 787 m ü. M. und mit einer maximalen Steigung von 10,5 %. Er verbindet die Orte Kienberg (SO) und Erlinsbach (AG). Die Salhöhe bildet die Kantonsgrenze zwischen den Kantonen Aargau und Solothurn. Obwohl kürzeste Verbindung zwischen Aarau und Basel, ist dieser Pass doch nur mässig befahren. Von der Passhöhe aus hat man eine weite Aussicht auf die Hügel des Aargauer Juras. In unmittelbarer Nähe der Passhöhe liegt die Klinik Barmelweid. 

## Sperrstelle Erlinsbach
Beim Pass und südlich an der Passstrasse beim Engnis von Breitmis stehen auf dem Gemeindegebiet von Erlinsbach AG die Bunker «Salhöhe» A 4540⊙ und «Breitmis» A 4539⊙ der Grenzbrigade 5 aus dem Zweiten Weltkrieg.

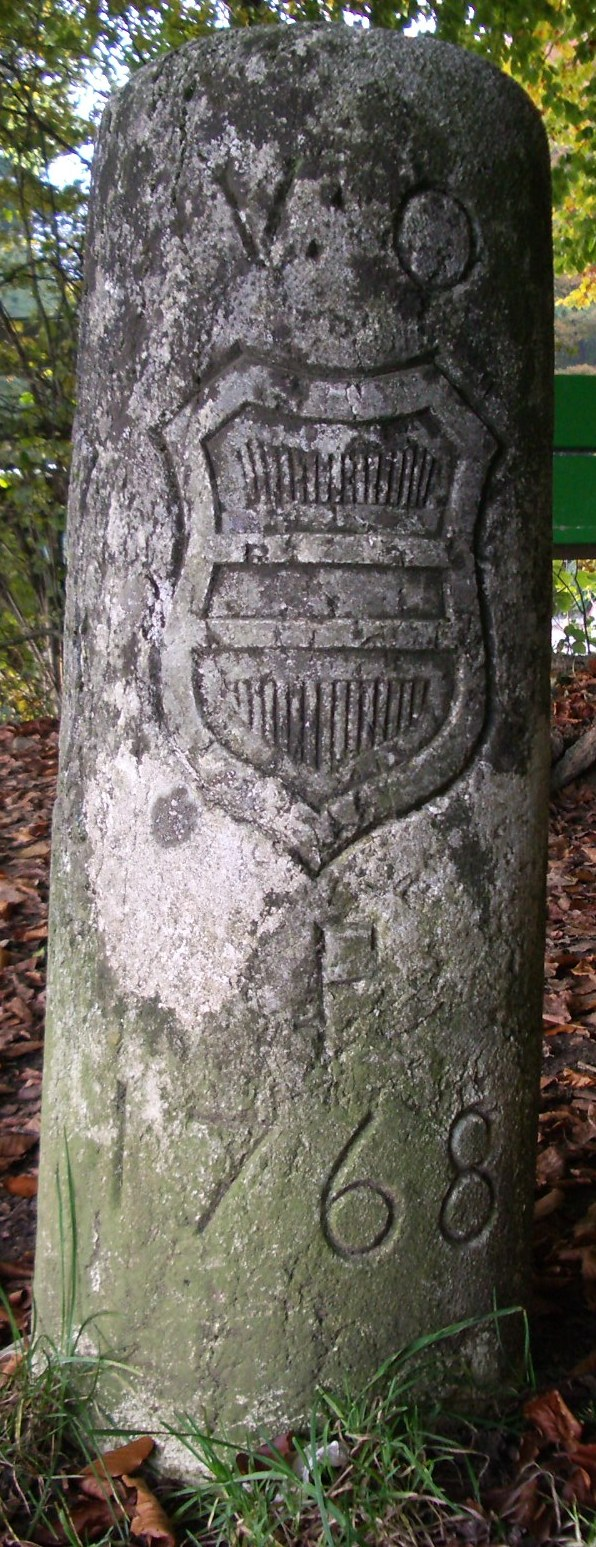
Grenzstein von 1768, Wappen von Vorderösterreich (VO)
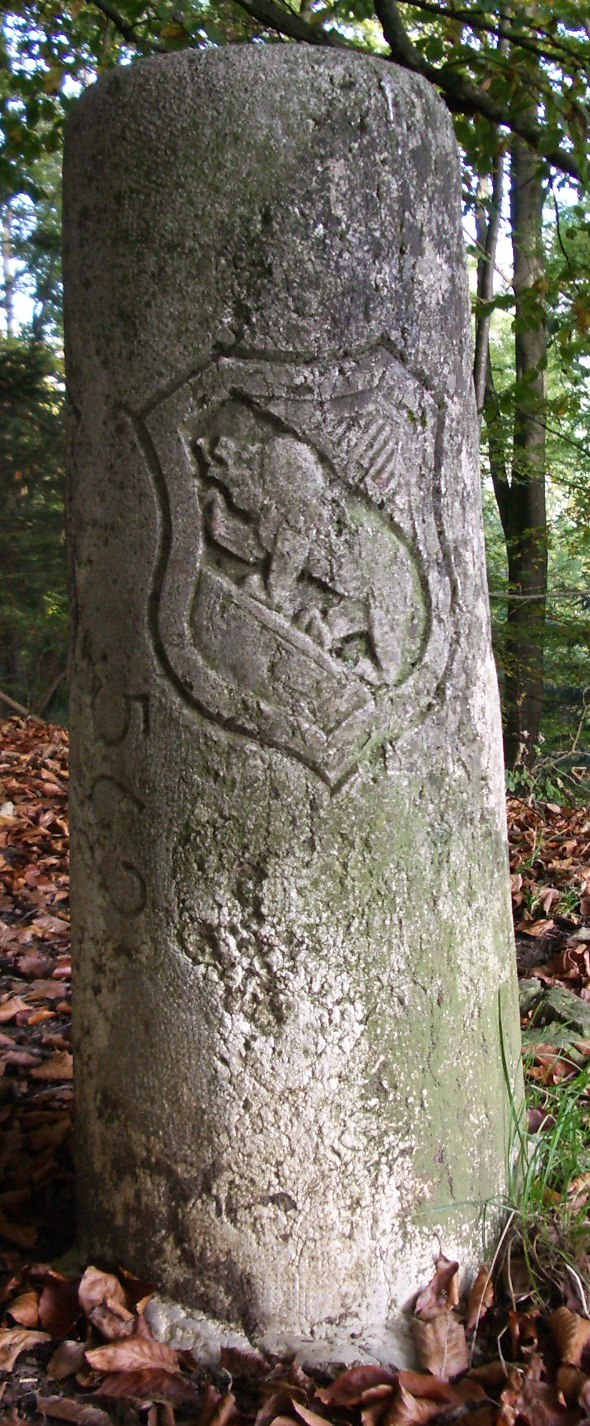
Grenzstein von 1768, Berner Wappen (der Unteraargau gehörte damals zu Bern)
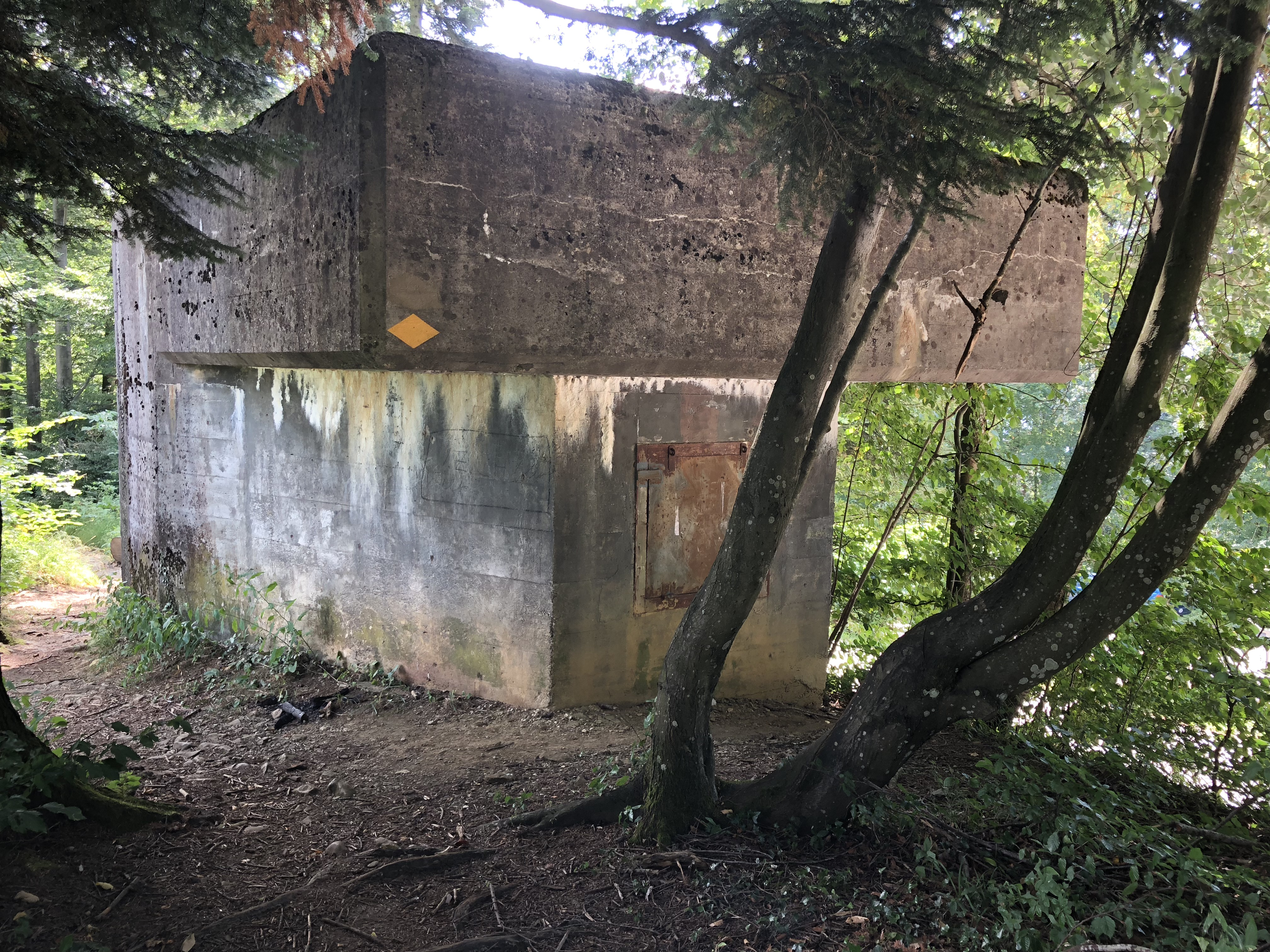
Ehemaliger Bunker «Salhöhe» A 4540
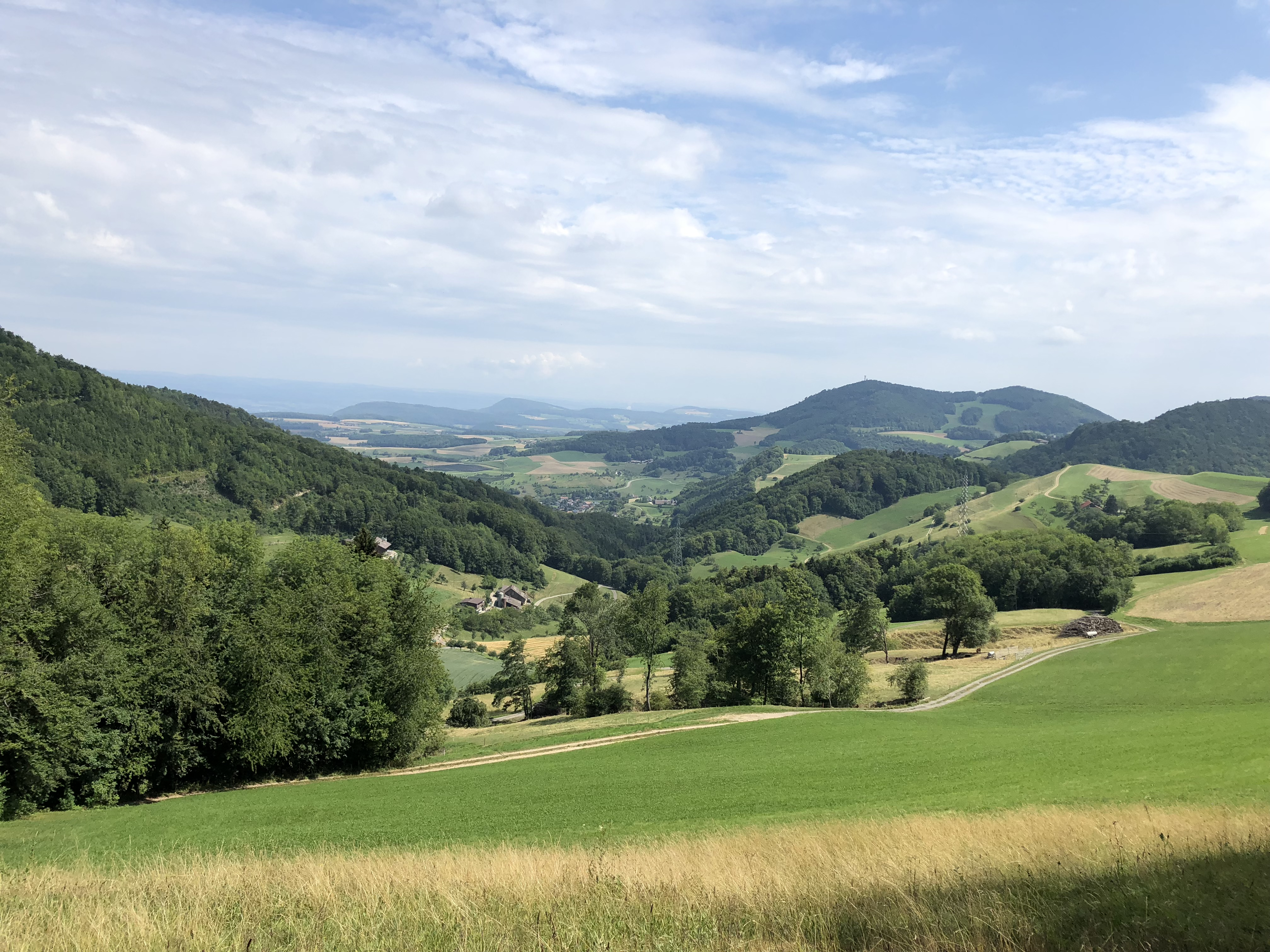
Blick nach Norden